# كأس رئيس SLFA
كأس رئيس SLFA هي بطولة تعقد في سانت لوسيا بين أفضل الأفرقة ليتأهل أفضل آخر فريقين ويفوز الفريق الأقوى من أصل 19 محافظة تابعة لاتحاد كرة القدم في سانت لوسيا . عقدت أول بطولة في عام 2015.

## الفائزون السابقون في البطولة
- 2015: الجذور الشابة [1]
- 2016: VSADC 2–1 TiRocher [2]